# Tour Telefónica Chile
La tour Telefónica Chile (connue avant le changement de nom en avril 2006 de l'entreprise qui l'occupe sous le nom de bâtiment CTC), est un bâtiment de Santiago, la capitale du Chili.
Ce bâtiment détenait depuis 1996 le titre de bâtiment plus haut de Santiago, jusqu'à ce qu'il soit dépassé en 1999 par la tour Boulevard Kennedy, qui héberge l'hôtel Marriott. Il est considéré - à l'égal de la tour Entel - comme un point de repère architectonique dans la ville, par sa situation stratégique et sa forme particulière, qui le fait ressembler à un téléphone portable.

## Emplacement
La tour est située sur l'avenue Providence, face aux parcs Balmaceda et Bustamante et à la place Baquedano.

## Structure
Le complexe comprend trois édifices : la tour principale, un bâtiment jumeau et un dernier plus petit situé sur l'avenue Bustamante.

### Tour principale
Elle atteint 143 mètres de haut avec la spirale qui la surplombe, le dernier étage se trouvant 132 m. Elle compte 34 étages et un héliport au 35e niveau, ce qui la rend visible depuis une grande partie de la capitale. Avec une superficie de 63 000 mètres carrés, elle peut héberger 2 100 personnes à leur postes de travail, sur des emplacements libres.

### Bâtiment jumeau
Adossé à la tour principale, il conserve la même façade que celle-ci, mais avec seulement neuf étages. Au premier se trouve une bibliothèque ouverte aux employés ainsi qu'au public, une salle pour ordinateurs, le Living Lab où l'entreprise teste ses nouvelles technologies de consommation massive et la FibraGalería, réunissant un magasin de souvenirs et une cafétéria qui porte le nom de l'ancienne revue de la compagnie, Fibra.

### Bâtiment Bustamante
Son accès, contrairement au reste du bâtiment, se trouve sur l'avenue Bustamante, ce qui le fait souvent considérer à tort comme un bâtiment distinct. Les cinq étages logent dans leur majorité des entreprises de Telefónica Chile.
Il est séparé du complexe par un atrium intérieur qui loge la salle d'exposition du complexe et l'auditorium de la compagnie téléphonique, d'une capacité de 300 personnes.

## Singularités
- La tour possède huit ascenseurs programmables avec une capacité de 23 personnes chacun. Quatre sont à grande vitesse, atteignant une vitesse maximale de 6,3 mètres par seconde.
- Le central téléphonique est l'un des plus grands du pays installé dans un seul complexe. Il est numérique et possède une capacité de 3 000 lignes servies.

## Culture populaire
- La tour a servi comme emplacement pour le clip vidéo de la chanson « Bolsa de mareo », premier single de l'album Fome de Los Tres. Un autre groupe qui a utilisé la tour comme emplacement a été Illapu, pour son thème « Ojos de niño ».